# Bánokszentgyörgy
Bánokszentgyörgy község Zala vármegyében, a Letenyei járásban.

## Fekvése
A község a Göcsejben, a Zalai-dombság egy kisebb völgyében fekszik. Északról Zalaegerszeg, délről Letenye felől közelíthető meg. Közigazgatási területén a Becsehely-Bak közt húzódó 7536-os út halad végig, amelyből itt ágaznak ki utak két zsátelepülésre, a 75 137-es kelet felé, Oltárcra, a 75 138-as pedig nyugat felé, Várföldére.
A falut autóbuszjáratok kötik össze Zalaegerszeggel, Nagykanizsával, Lentivel és Letenyével is. Mellette húzódik a Csömödéri Állami Erdei Vasút vonalhálózata is, de ennek vágányit ma már csak teherszállításra használják.

## Története
Bánokszentgyörgy első említése 1289-ből maradt fenn; akkor a veszprémi püspök tulajdona volt. A 16. században leginkább a Bánffyak birtokolták, rájuk utal a település Bánok előtagja. Többször is gazdát cserélt. A törökök először 1576-ban dúlták fel. Az 1650-es évekre teljesen lakatlanná vált. 1690-ben Esterházy Pál vásárolta meg, de betelepítése csak a 18. század elején kezdődött. Akkor a rossz körülmények ellenére fejlődésnek indult. 1718-ban új templom épült a községben, de ez a század végére már romossá vált. Újabb, ma is álló templomát 1787-ben építették.
A 19. században urasági székhely lett, a vámok, a mészárszék és a fogadó jó jövedelmet jelentett, és a község akkor térségbeli vezető szerepre tett szert. A 19. század második felében már vásártartási joggal is rendelkezett. Lakossága nagyrészt iskolázott paraszt volt.
A bővülő településen az 1920-as években megépült egy új községrész, az Újtelep is. Az 1930-as években amerikai fúrások kőolajat találtak a falu közelében. A kitermeléshez kiépült a szükségves infrastruktúra, a község hamar bekapcsolódott a közúti közlekedésbe, és korán vezetékes földgázt is kapott.
Az 1950-es évektől jellemzi az elvándorlás és az elöregedés, ám ennek ellenére oktatása sokat fejlődött. 1948-ban új általános iskola, 1950-ben óvoda, 1996-ban zeneiskola nyílt a községben.

## Közélete

### Polgármesterei
- 1990–1994: Benedek József (KDNP)[3]
- 1994–1998: Bedenek József (KDNP)[4][5]
- 1998–2001: Balázs Sándor (független)[6]
- 2001–2002: Pold Ferenc (független)[7][8]
- 2002–2004: Pold Ferenc (független)[9]
- 2005–2006: Bedenek József (KDNP)[10]
- 2006–2010: Horváth Ferencné Bogár Ágnes (független)[11]
- 2010–2014: Horváth Ferencné (független)[12]
- 2014–2019: Baumgartner László (Jobbik)[13]
- 2019–2024: Baumgartner László (független)[14]
- 2024– : Baumgartner László (független)[1]

A településen 2001. augusztus 12-én időközi polgármester-választást tartottak az előző polgármester halála miatt.
2005. január 30-án újból időközi polgármester-választást (és képviselő-testületi választást) kellett tartani Bánokszentgyörgyön, ezúttal az előző képviselő-testület önfeloszlatása miatt. A választáson az addigi polgármester is elindult, de 23,7 %-os eredményével, három jelölt közül csak az utolsó helyet tudta elérni.

## Népesség
A település népességének változása:
| Lakosok száma | 650  | 641  | 627  | 592  | 548  | 551  | 548  |
|               | 2013 | 2014 | 2015 | 2021 | 2022 | 2023 | 2024 |

A 2011-es népszámlálás idején a nemzetiségi megoszlás a következő volt: magyar 91,46%, cigány 7,4%. A lakosok 70,56%-a római katolikusnak, 0,78% reformátusnak, 11,5% felekezeten kívülinek vallotta magát (15,4% nem nyilatkozott).
2022-ben a lakosság 91,2%-a vallotta magát magyarnak, 6,8% cigánynak, 1,5% németnek, 0,4% ukránnak, 0,2-0,2% románnak, szerbnek, görögnek, szlovénnek és horvátnak, 1,6% egyéb, nem hazai nemzetiségűnek (8,4% nem nyilatkozott; a kettős identitások miatt a végösszeg nagyobb lehet 100%-nál). Vallásuk szerint 61,9% volt római katolikus, 2% református, 0,7% evangélikus, 0,2% görög katolikus, 0,9% egyéb keresztény, 4,4% felekezeten kívüli (29,9% nem válaszolt).

## Nevezetessége
- Római katolikus templom (1787)